# This Is a Low
«This Is a Low» —en español: «Esto es un bajo»— es una canción de la banda inglesa de rock Blur para su tercer álbum de estudio, Parklife. La canción fue lanzada como sencillo promocional en 1995.

## Fondo y grabación
Originalmente titulada "We Are the Low", la canción comenzó su vida como instrumental durante las sesiones de "Parklife". En el solo de guitarra, Graham Coxon tocó tres solos, incluido uno de él sentado frente a su amplificador, subido al volumen máximo. Según el bajista  Alex James, Damon Albarn estaba teniendo dificultades para escribir letras. En su autobiografía,  A Bit of a Blur, reveló que "para Navidad le compré un pañuelo con un mapa de las regiones de pronóstico de envío ... nunca se sabe dónde va a aparecer la musa." "Siempre encontramos tranquilizador el pronóstico de envío", explicó James. "Solíamos escucharlo [en la gira estadounidense] para recordarnos nuestro hogar. Es muy bueno para la resaca. También es una buena cura para el insomnio". El 4 de febrero de 1994, penúltimo día de grabación oficial, Albarn debía ingresar en el hospital para una operación de hernia. Presionado para que se le ocurriera la letra, Albarn aprovechó el mapa que James le había dado. "Había tenido esta frase: 'Y al mar, ve a Inglaterra y a mí bonitos', durante mucho tiempo", reveló Albarn. "Así que empecé en el golfo de Vizcaya. De regreso a tomar el té. 'Té' rima con 'yo'. Y luego fui 'Golpee el tráfico en Dogger Bank'. 'Bank' - 'Rank' - entonces 'hasta el Támesis para encontrar una parada de taxis '. Y simplemente di la vuelta".

## Música y letras
La canción está en la clave de E mayor y está en 4/4 tiempo. En total, la canción contiene dos versos, dos estribillos, un solo de guitarra y dos estribillos más. La música comienza con una progresión de guitarra de cuatro acordes, antes de pasar directamente al primer verso. La música se basa en el modo mixolidio, resaltado por el hecho de que el acorde de V (si menor) es menor en lugar de mayor.
La letra de la canción hace referencia a un área de baja presión del clima que azota Gran Bretaña. La letra se basa en el Pronóstico de envío, con referencias a las diversas áreas que rodean el país. En la letra "navegar con la marea", también se hace referencia de pasada a la melodía "Sailing By", que suena al comienzo del pronóstico de 0048 en BBC Radio 4. El escritor musical John Harris describió la letra como "una fantasía centrada en el pronóstico del envío, [una] institución inexplicablemente tranquilizadora que pone la banda sonora al apagado de las luces nocturnas del Reino Unido", narrada como si el escritor estaba contemplando toda Las islas británicas".

### Ubicaciones nombradas en la canción
Esta es una lista de las áreas de envío mencionadas en la canción (en contexto):
- Vizcaya - "Por el Golfo de Vizcaya y regreso para tomar el té"
- Dogger,  Thames - "Golpea el tráfico en Dogger Bank / Up the Thames para encontrar una parada de taxis"
- Tyne,  Forth, Cromarty,  Forties - "Up the Tyne, Forth y Cromarty / Hay un mínimo en los High Forties "
- Malin - "Y en Malin Head, Blackpool se ve azul y rojo"

La canción también menciona el punto más occidental de Inglaterra, Land's End: "la Reina, dio la vuelta a la curva, saltó de Land's End".

## Recepción
"This Is a Low" se elige a menudo como una pista destacada del álbum, incluso como un punto culminante seleccionado por AllMusic, que describe la pista como un "cierre épico y arremolinado". John Harris describió la canción como "el golpe maestro clave" de "Parklife" y "cerca de la perfección". Harris también comparó la calidad con "cualquiera de los antepasados ilustres de Blur", incluidos los Beatles.
También es muy popular dentro de la banda, demostrado por su inclusión sorpresa en el álbum recopilatorio "Best Of" de Blur. "This Is a Low" fue la única pista del álbum incluida en el álbum, seleccionada antes de algunos A-sides. También se incluyó más tarde en la compilación "Midlife: A Beginner's Guide to Blur" de 2009 de la banda.
La canción se ha interpretado en vivo muchas veces, sobre todo como la canción final en el concierto más famoso de Blur, el concierto de Mile End Stadium de 1995, así como  Glastonbury 1994, donde la canción fue votada por los fans en el sitio web del festival para aparecer en el DVD recopilatorio "Glastonbury Anthems". Fue interpretada por Damon Albarn y Graham Coxon como su primera actuación reunida como Blur en los Premios NME de 2009. Blur también interpretó la canción en los 2012 Brit Awards como bis.
En 2014, NME lo ubicó en el puesto 198 en su lista de las 500 mejores canciones de todos los tiempos.

## Lista de canciones
Toda la música por Albarn, Coxon, James y Rowntree. Todas las letras compuestas por Albarn.
CD promocional
1. "This Is a Low" – 5:07

## Personal
- Damon Albarn – voz, teclados
- Graham Coxon – guitarras
- Alex James – bajo
- Dave Rowntree – batería